# Tabanus aurisegmentatus
Tabanus aurisegmentatus är en tvåvingeart som beskrevs av Schuurmans Stekhoven 1932. Tabanus aurisegmentatus ingår i släktet Tabanus och familjen bromsar. Inga underarter finns listade i Catalogue of Life.